# Syltlök
Syltlök (Allium cepa Syltlök-Gruppen) är en grupp sorter av matlök (Allium cepa) med liten, späd, vit lök som brukar läggas in i ättikslag. Syltlök kan odlas i hela Sverige och skördas när den är 15–30 mm i diameter. 
Syltlöken är en liten silverlök.
Ordet "syltlök" finns belagt i svenska språket 1824.